# 간버섯
간버섯(학명: Pycnoporus coccineus)은 구멍장이버섯목 구멍장이버섯과 간버섯속에 속하는 균류의 일종이다. 자연계에서 분해자 위치를 차지하는 버섯으로, 갓이 반원형으로 자라며 지름은 약 100mm까지 자란다.